# Charlie Pace
Charlie Hieronymus Pace è un personaggio della serie televisiva Lost, interpretato dall'attore inglese di origini tedesche Dominic Monaghan.
Charlie è uno dei 48 sopravvissuti della sezione centrale del volo 815.
Quando l'aereo stava precipitando, Charlie stava assumendo dosi di eroina nel bagno, problema che lo accompagnerà nel corso della prima stagione. Durante la permanenza sull'isola Charlie stringe una relazione con Claire Littleton.
Dopo essere scampato alla morte varie volte, Charlie decide di abbandonarsi al destino: egli infatti muore affogato il 91º giorno, e a darne la notizia al campo è proprio Desmond, di ritorno dalla stazione Specchio. Dopo il suo ritorno al manicomio, Hurley è ossessionato dalle visioni di Charlie, che gli dice che deve tornare sull'isola.

## Biografia

### Prima dello schianto
Charlie è nato nel 1976 a Manchester da Simon e Megan Pace. Da giovane riceve come regalo di Natale un pianoforte ed è così che inizia la sua carriera musicale. Charlie sfrutta il suo talento musicale suonando e cantando per strada, elemosinando. Un giorno inizia a piovere e quindi è costretto ad andarsene; per la strada nota una donna (che si rivela essere l'amata di Sayid, Nadia) che sta per essere aggredita e derubata, salvandola. Nadia gli dice che è "un eroe", momento che Charlie ricorderà per tutta la vita.
Qualche tempo dopo, Charlie e suo fratello Liam formano una band, i DriveShaft. Il gruppo diventa estremamente popolare, trascinato dal singolo You All Everybody. Liam, tra loro, è il più popolare e di successo, ma inizia a fare uso di eroina. Il giorno di Natale, in Finlandia, Liam dà il suo anello di famiglia a Charlie, dicendo che a causa della sua dipendenza non avrebbe mai avuto una famiglia e che quindi l'anello deve andare a Charlie. Alla fine, però, anche Charlie incomincerà a drogarsi; più la fama del gruppo diminuisce, più Charlie sprofonda nella dipendenza. Charlie però crede ancora nel gruppo e compone un altro pezzo, ma Liam vende il pianoforte in modo da potersi pagare la riabilitazione, convinto a smettere con la droga dopo la nascita di sua figlia. Liam alla fine lascerà la band per stare con sua moglie Karen e la figlia Megan, abbandonando anche Charlie ai suoi problemi di tossicodipendenza.
Con i DriveShaft sciolti, Charlie ricorre ai furti per sostenere la sua dipendenza da eroina. Affascina una ricca donna, Lucy, al fine di derubarla, ma il tentativo fallisce quando Charlie inizia a sviluppare reali sentimenti per lei. La donna, però, scopre le sue vere intenzioni iniziali e lo caccia via. Successivamente, Charlie va in Australia per persuadere un ormai disintossicato Liam a riunirsi al gruppo. Liam rifiuta e offre al fratello di entrare in un programma di riabilitazione, ma Charlie infuriato se ne va e decide di lasciare Sydney. La notte prima della partenza, va a letto con una donna di nome Lily, che lotterà con lui per un po' di eroina che però Charlie ha nascosto. Il giorno successivo si imbarca sul volo 815 della Oceanic che precipiterà sull'isola. Quando inizia la turbolenza Charlie si trova in bagno per farsi una dose; nell'attimo in cui l'aereo sta per cadere getta la droga nel water.

### Sull'isola

#### Prima stagione
In Pilota, seconda parte, il secondo giorno sull'isola Charlie, Jack e Kate si avventurano nella foresta alla ricerca della cabina di pilotaggio, dove il musicista ritroverà la sua scorta di droga. In La casa del sol levante, Locke scopre la sua dipendenza dall'eroina e propone a Charlie uno scambio: la sua chitarra per la droga. In La falena, quando Jack è intrappolato in una grotta, è Charlie a salvarlo. Nello stesso episodio, Charlie riesce finalmente a superare la sua dipendenza e brucia la droga. In Un figlio, Charlie cerca di fermare Claire che sta ritornando alla spiaggia, ma vengono entrambi rapiti da Ethan. Jack e Kate li inseguono, trovando Charlie appeso a un albero, quasi morto. Due settimane dopo, quando Claire ritorna dai sopravvissuti, Ethan cerca di riprendersela ma Charlie lo uccide con una pistola.
In Non nuocere, quando a Claire si rompono le acque Charlie, insieme a Jin, aiuta Kate a far nascere il bambino. In Esodo, prima parte, quando Danielle rapisce il bambino, che prenderà il nome di Aaron, Charlie e Sayid vanno a salvarlo. Lungo il percorso Charlie e Sayid trovano un aereo che trasportava diverse statue della vergine Maria piene di eroina. Quella notte, Charlie e Sayid riescono a recuperare Aaron, e lo restituiscono a Claire.

#### Seconda stagione
In Il salmo 23, Mr. Eko rivela a Claire il contenuto della statuetta della Vergine Maria, creando una rottura tra lei e Charlie. Charlie porta Eko al Beechcraft dove ha trovato le statuette, e i due decidono di bruciare tutto. Tuttavia Charlie, segretamente, conserva delle statuette nascoste nella giungla. In Fuoco e acqua, inizia a fare dei sogni surreali in cui Aaron è in pericolo. Va quindi a consultarsi Eko, che gli dice che Aaron può aver bisogno di essere battezzato. Successivamente, Charlie rapisce Aaron e cerca di battezzarlo, ma viene però fermato e picchiato da Locke. In Il lupo, per vendicarsi dell'umiliazione, Charlie aiuta Sawyer a riprendere le armi da Jack e Locke, assalendo Sun fingendosi uno degli Altri.
In Chiusura, Sayid mette al corrente Charlie del prigioniero nel bunker, Henry Gale. Charlie e Sayid, insieme ad Ana Lucia Cortez, tentano di trovare la mongolfiera con cui Henry si sarebbe schiantato, ma una volta trovata Henry si rivela essere un impostore. In Si vive insieme, si muore soli, Charlie inizia ad aiutare Eko a costruire una chiesa, ma è adirato quando Eko abbandona la sua costruzione. In seguito trova un vaccino, e lo dà a Claire e Aaron, cominciando così a ricostruire il loro rapporto. Nella tenda di Sawyer, Charlie scopre le restanti statuette della vergine Maria e le getta in mare. Successivamente, Eko chiede il suo aiuto per trovare la dinamite alla Roccia Nera. Charlie lo aiuta, e, dopo averla recuperata, lui ed Eko si dirigono al bunker con l'intenzione di far esplodere la porta chiusa da Locke.

#### Terza stagione
In Ulteriori istruzioni, dopo l'esplosione del Cigno, Charlie fa la guardia alla Capanna Sudatoria di Locke mentre quest'ultimo comunica con l'isola e successivamente lo aiuta a trovare Eko. In Déjà vu, dopo la morte di Eko, Desmond inizia ad avere visioni in cui Charlie muore.
In L'uomo dietro le quinte, giorni dopo, Charlie si unisce a Desmond, Hurley e Jin in una escursione nella giungla dove trovano una paracadutista, Naomi Dorrit, che si è lanciata sull'isola. Greatest Hits, quando Jack annuncia il suo piano contro gli Altri, Charlie si offre volontario per nuotare fino alla stazione DHARMA sommersa, lo Specchio, al fine di spegnere il dispositivo che blocca le trasmissioni da e verso l'isola. Desmond va con lui. Prima di tuffarsi, cosciente dei sogni premonitori di Desmond, scrive i suoi 5 momenti più belli su un foglietto che dà a Desmond ordinandogli di darlo a Claire. Una volta arrivato nella stazione è bloccato da due donne e successivamente da Mikhail Bakunin, che ucciderà le due. Mikhail viene però arpionato da Desmond arrivato in soccorso di Charlie. Charlie riesce a mettersi in contatto con Penelope Widmore ma Mikhail, ancora vivo, utilizza una granata per distruggere un oblò, provocando l'allagamento dello Specchio. Per evitare che Desmond lo salvi blocca la porta dell'oblò dall'interno e lo avverte che la nave in arrivo sull'isola non è di Penny. Charlie annega e muore poco dopo.

#### Sesta stagione
Nell'episodio Los Angeles LA X si rivede Charlie nella realtà parallela e sempre sull'Oceanic 815 viene salvato da Jack dopo che aveva cercato di ingoiare i pacchetti di droga che teneva nascosta. La polizia però lo arresta appena sceso dal volo.
Nell'episodio E vissero felici e contenti Desmond è incaricato da Charles Widmore di convincere Charlie a riprendere a suonare, dopo che quest'ultimo ha deciso di smettere. Mentre Charlie e Desmond sono ad un bar a chiacchierare, Charlie dice a Desmond di avere avuto una "visione" di una donna bellissima mentre stava soffocando sull'aereo mentre Jack lo salvava. Più tardi quando Desmond lo riporta all'albergo dove alloggia, Charlie fa sbandare la sua auto e la fa cadere nell'acqua di un porto. In quel momento, mentre Desmond e Charlie stavano annegando, Desmond ha una visione di Charlie che si scrive su una mano "Not Penny's Boat" (episodio Attraverso lo Specchio) e ricorda parzialmente la sua vita sull'Isola.
Nell'episodio La fine Charlie incontra Claire al concerto che Widmore aveva organizzato e ricorda una parte della sua vita sull'Isola. Più tardi quando la incontra in un bar vicino vede che sta partorendo proprio in quel momento grazie all'aiuto di Kate. Nel momento in cui Aaron, il figlio di Claire nasce, sia Kate, sia Claire sia Charlie ricordano le loro intere vite precedenti.

Alla fine dell'episodio Charlie si riunisce con Claire e tutti gli amici incontrati sull'Isola in una chiesa, scoprendo così di essere morto e di trovarsi in un limbo del Purgatorio. L'ultima scena dell'episodio mostra Christian Shephard che apre le porte della chiesa dove Charlie e Claire, abbracciati, vengono avvolti da un'accecante luce bianca e, parole di Christian, trapassano.

## Apparizioni successive
Nella quarta stagione, dopo aver lasciato l'isola, Hurley ha visioni del defunto Charlie: prima in un negozio, e poi al manicomio. Charlie racconta ad Hurley che le persone sull'isola hanno bisogno di lui e che quindi deve tornarci. Charlie fa visita ad Hurley molte volte e in una circostanza lascia un messaggio per Jack: non è lui a dover crescere Aaron.

## Episodi dedicati a Charlie
| Stagione | Titolo italiano       | Titolo originale | Tipo di flash |
| -------- | --------------------- | ---------------- | ------------- |
| 1        | Pilota, seconda parte | Pilot: Part 2    | flashback     |
| 1        | La falena             | The Moth         | flashback     |
| 1        | Ritorno               | Homecoming       | flashback     |
| 1        | Esodo, seconda parte  | Exodus: Part 2   | flashback     |
| 2        | Fuoco e acqua         | Fire + Water     | flashback     |
| 3        | Greatest Hits         | Greatest Hits    | flashback     |

| Controllo di autorità | Europeana agent/base/155758 |